# 長崎派
長崎派（日語讀音：ながさきは），又稱長崎漢畫，是江戶時代的鎖国體制下唯一與外國人（荷蘭、中國）在長崎相互交流之下所產生各式各樣的諸畫派的總稱。
這些畫派主要包括，漢畫派（北宗畫派）、黄檗派、唐繪目利派（寫生派）、南蘋派・南宗畫派（文人畫派）、洋風畫派、長崎版画畫等七個大區別。

## 各畫派

### 唐繪目利派（寫生派）

#### 作品資料
- 「長崎渡来鳥獣圖巻」（東京国立博物館）
- 「唐船持渡鳥類」（同上）
- 「外国珍禽異鳥圖」（国立国会図書館）
- 「唐蘭船持渡鳥獣之圖」（慶應義塾大学三田図書館）
- 「渡辺派鳥獣圖巻」（神戸市立博物館）

## 在長崎遊學的主要畫家
- 平賀源内
- 建部凌岱
- 彭城百川
- 釧雲泉
- 石川侃斎
- 司馬江漢
- 春木南湖
- 十時梅厓
- 谷文晁
- 田能村竹田
- 浦上玉堂
- 浦上春琴
- 貫名菘翁
- 帆足杏雨
- 谷口藹山
- 富岡鉄斎
- 行徳玉江
- 滝和亭
- 納富介次郎